# チェコ・フィルハーモニー管弦楽団

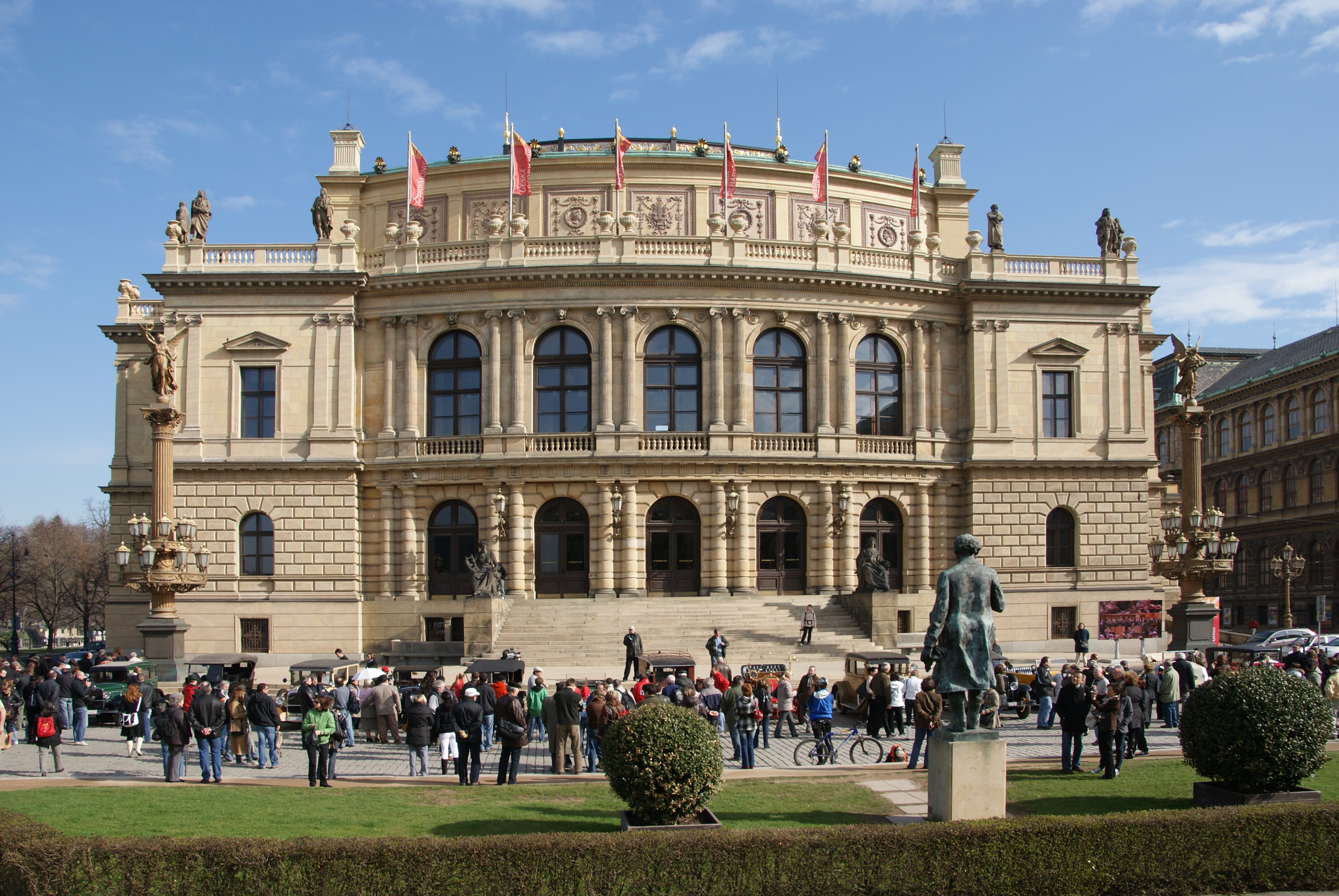
本拠地のルドルフィヌム

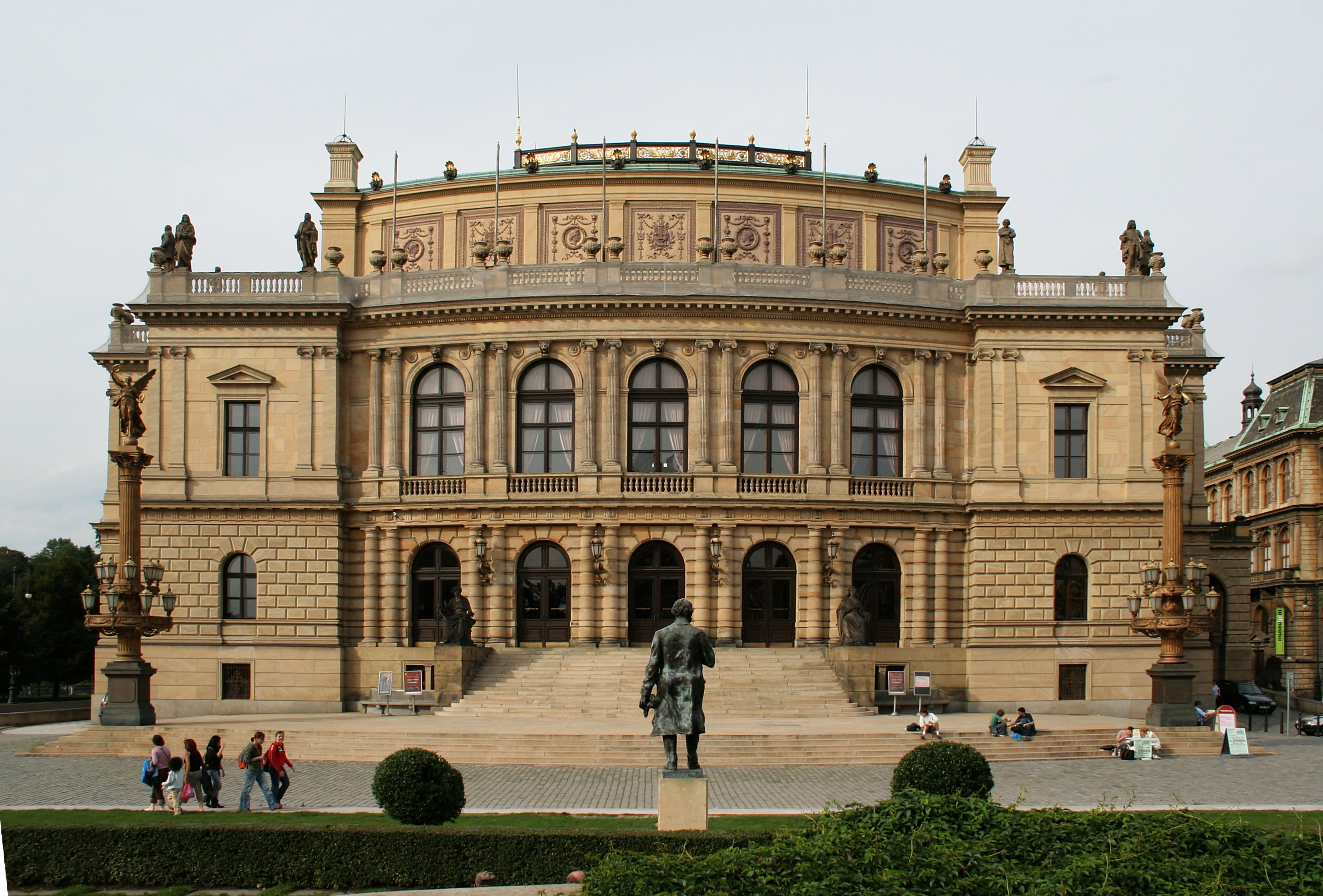

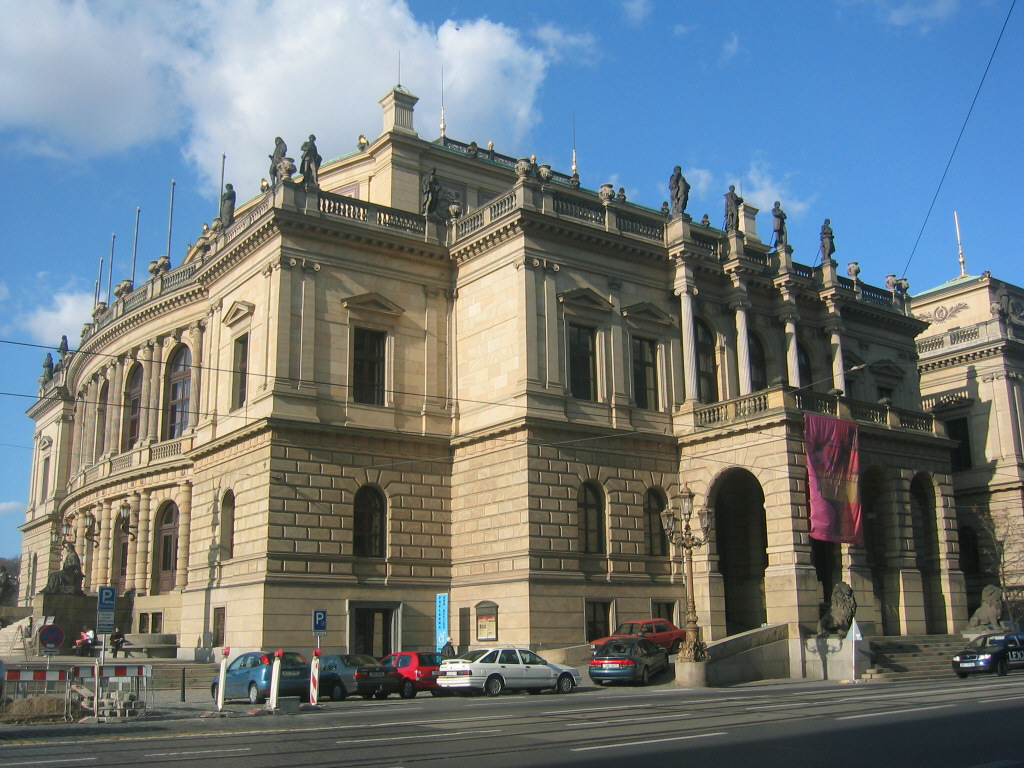

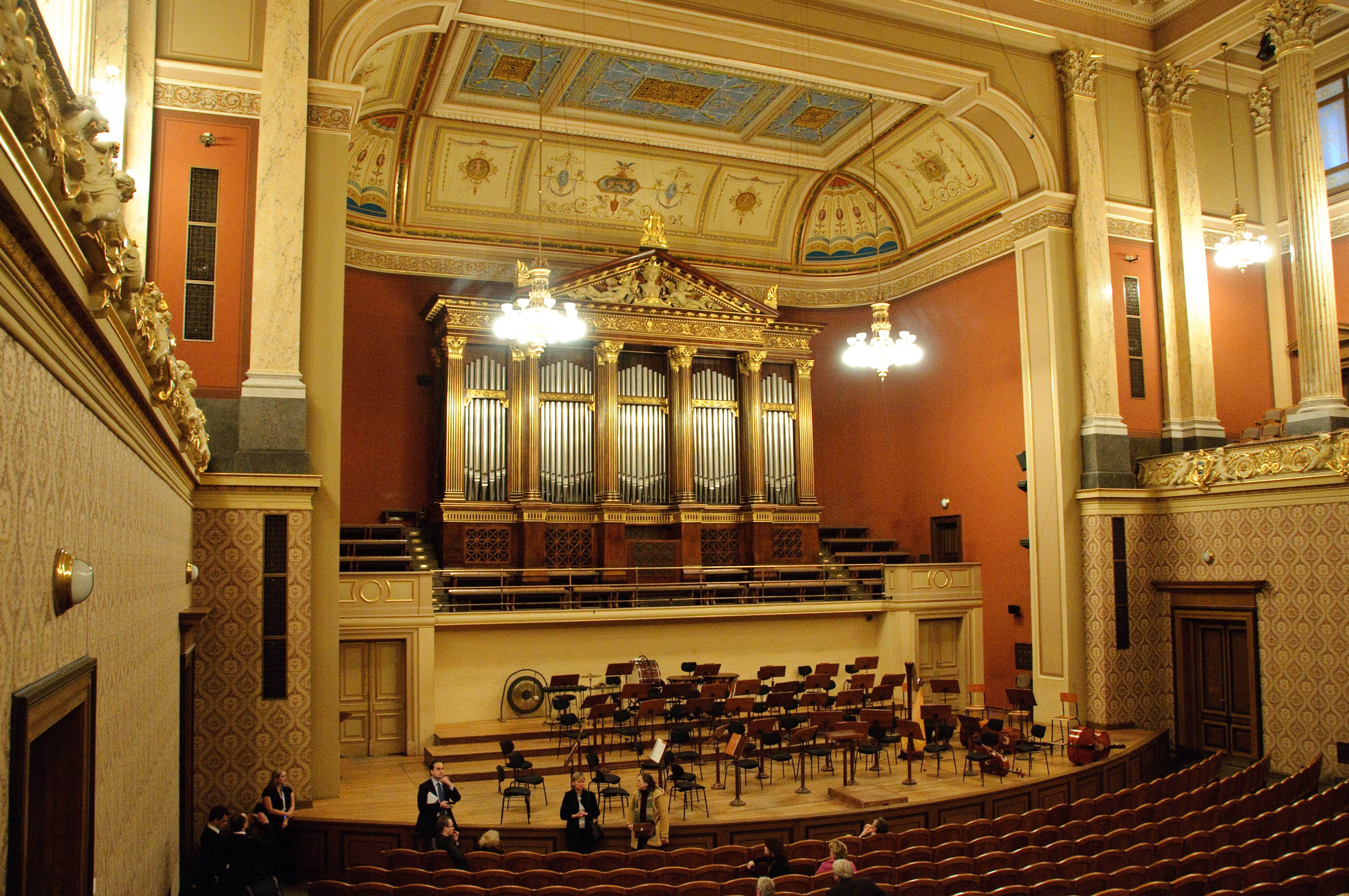
ドヴォルザーク・ホール

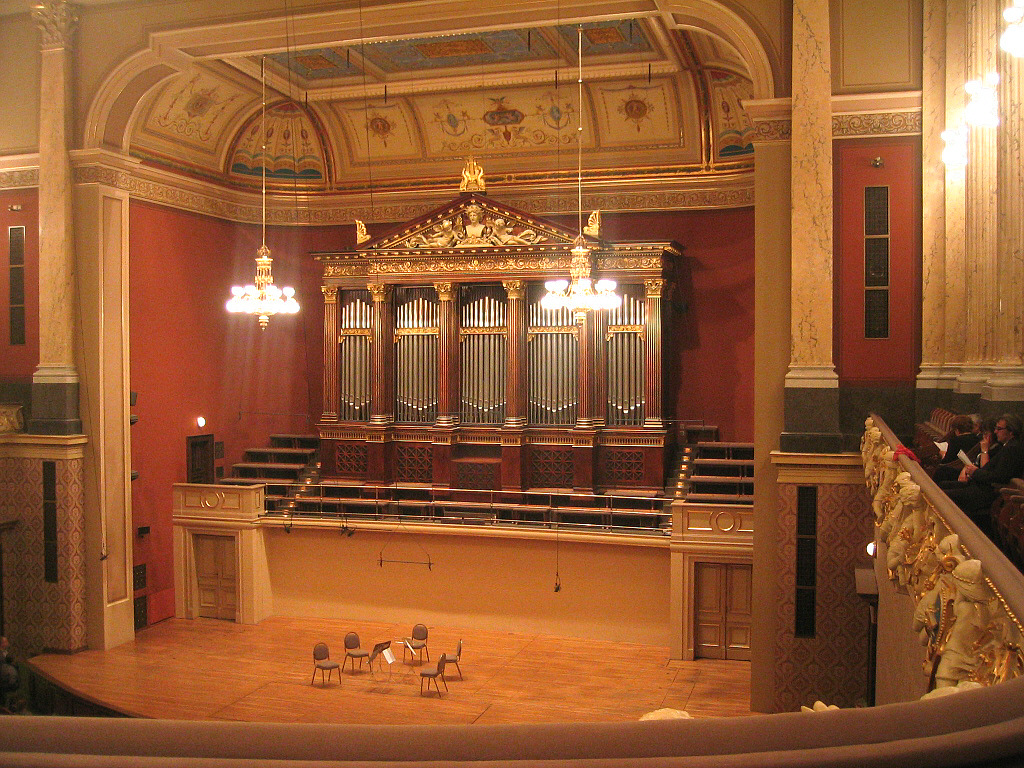

チェコ・フィルハーモニー管弦楽団（チェコ語: Česká filharmonie, 英語: Czech Philharmonic）は、チェコの首都プラハを拠点とするオーケストラ。チェコを代表するオーケストラの1つ。本拠となるホールはプラハの「芸術家の家（ルドルフィヌム）」内にあるドヴォルザーク・ホール。

## 概要
オーストリア＝ハンガリー帝国時代のプラハ国民歌劇場の附属オーケストラが前身。1896年1月4日にドヴォルザークが自作を振ったときには、現在の名称が使われていたが、専任オーケストラとして独立するのは、1901年になってからである。1908年には、マーラーの指揮で自作の《交響曲第7番「夜の歌」》の世界初演が行われた。
世界的な名声を得るようになったのは、ヴァーツラフ・ターリヒ時代（1919年 - 1931年および1933年 - 1941年）である。ターリヒの後任指揮者にラファエル・クーベリック（1941年 - 1948年）が就任し1946年にはプラハの春音楽祭がスタートするが、クーベリックは1948年のチェコスロバキア共産党を中心とした政権の成立（1948年のチェコスロバキア政変）を嫌い、西側へ亡命してしまった。後任にはカレル・アンチェル（1950年 - 1968年）が就任したが、そのアンチェルもチェコ事件によるチェコの改革運動挫折をきっかけに西側に亡命してしまうという、ソ連の衛星国チェコスロバキアの悲劇を象徴するような事態が続いた。
その後ヴァーツラフ・ノイマン（1968年 - 1989年）の長期政権の下、地元の作曲家であるスメタナやドヴォルザークの録音や世界各地へのツアーを通じて「東側」の名門オーケストラとしての地位を築いた。チェコの民主化後はイルジー・ビエロフラーヴェク（1990年 - 1992年）、ゲルト・アルブレヒト（1993年 - 1996年）と続いた。民主化直後の1990年のプラハの春音楽祭では、帰ってきたクーベリックとの歴史的な再共演を行い、翌1991年にはこのコンビで来日も果たしている。
1998年よりヴラディーミル・アシュケナージが首席指揮者であった。2003年9月1日から2007年9月8日までズデニェク・マーツァルが首席指揮者を勤め、2009年よりエリアフ・インバルが首席指揮者に就任。
2009年11月には、ヘルベルト・ブロムシュテットを客演指揮者としての来日公演（東京：サントリーホール、大阪：ザ・シンフォニーホール、他）において、ブルックナーの交響曲第8番や、ドヴォルザークの交響曲第8番及び第9番「新世界より」などを演奏した。
2012年からはイルジー・ビエロフラーヴェクが20年ぶりに首席指揮者に復帰しレコーディングも活発になったが、2017年に没してしまう。
2017/18年シーズンからはセミヨン・ビシュコフが首席指揮者に、ヤクブ・フルシャが首席客演指揮者に就任した。
2024/25年シーズンからサイモン・ラトルが首席客演指揮者に就任。ヤクブ・フルシャが2028/29年シーズンから首席指揮者兼音楽監督に就任することが発表された。
2005年にグラミー賞を受賞。

## 演目
スメタナ、ドヴォルザーク、ヤナーチェク、マルティヌーといったチェコの著名な作曲家の演奏で高い評価を得ており、ドイツ系ユダヤ人だがチェコ生まれのマーラーをはじめドイツ系、ロシア系などのレパートリーでも評価されている。プラハの春音楽祭の開幕日にチェコ・フィルが演奏する慣例になっているスメタナの「わが祖国」はチェコ・フィルにとって特別な演目であり、ターリヒ以降の歴代首席指揮者の名録音が存在する。なかでもクーベリック祖国復帰後の演奏会のライブ録音はドキュメントとしての価値もあって有名である（1990年プラハ、1991年東京）。

## 歴代首席指揮者等
- ルドベーク・チェランスキー（英語版）（1901年 - 1903年）
- ヴィレム・ツェマーネク（チェコ語版）（1903年 - 1918年）
- ヴァーツラフ・ターリヒ（タリフ）（1919年 - 1931年）（1933年 - 1941年）
- ラファエル・クーベリック（1942年 - 1948年）
- カレル・アンチェル（1950年 - 1968年）
- ヴァーツラフ・ノイマン（1968年 - 1989年）
- イルジー・ビエロフラーヴェク（1990年 - 1992年）
- ゲルト・アルブレヒト（1993年 - 1996年）
- ウラディーミル・アシュケナージ（1996年 - 2003年）
- ズデニェク・マーツァル（2003年 - 2007年）
- エリアフ・インバル（2009年 - 2012年）
- イルジー・ビエロフラーヴェク（2012年 - 2017年）
- セミヨン・ビシュコフ（2018年 - )[4]
- ヤクブ・フルシャ（2028年 - ) 次期首席指揮者兼音楽監督[5]